# Lingüista
Un lingüista és una persona experta, l'àrea primària d'estudi, afició i recerca de la qual és la lingüística i el funcionament del llenguatge. En altres mots, és una persona que contribueix amb nou coneixement al camp d'estudi de la lingüística. Pot ser un filòleg si té formació universitària. Molts rebutgen el títol perquè l'associen a la filologia del segle xix, centrada en el comparatisme, o a teories canòniques de la història de la literatura. Per aquesta raó s'estimen més el terme lingüista, més neutre.